# Quan es trenca la branca
"Quan es trenca la branca" (títol original en anglès "When the Bough Breaks") és el dissetè episodi de la primera temporada de la sèrie de televisió de ciència-ficció estatunidenca Star Trek: La nova generació, es va emetre originalment el 15 de febrer de 1988, en redifusió als Estats Units. És el primer episodi escrit per a la sèrie per Hannah Louise Shearer i l'únic episodi de la sèrie amb Kim Manners com a director.
Ambientada al segle XXIV, la sèrie segueix les aventures de la tripulació de la nau de la Flota Estel·lar de la Federació Enterprise-D. En aquest episodi, els residents d'un planeta no tan mític segresten nens de l' Enterprise per repoblar el seu món moribund. Mentre el capità Jean-Luc Picard (Patrick Stewart) intenta negociar el seu alliberament, Wesley Crusher (Wil Wheaton) organitza una resistència passiva entre els nens.
L'episodi compta amb Jerry Hardin en el seu primer paper de Star Trek (més tard com a Samuel Clemens a La sageta del temps), i Brenda Strong. Mackenzie Westmore, la filla del supervisor de maquillatge Michael Westmore, juntament amb Jeremy i Amy Wheaton, el germà i la germana menors de Wil Wheaton, apareixen com a nens no acreditats (amb els noms dels personatges de Rose, Mason i Tara, respectivament, tal com s'indica al guió). 10,2 milions d'espectadors van veure l'episodi, que va ser superior al nombre d'espectadors que van veure l'episodi següent. "Quan es trenca la branca" va rebre una acollida variada per part de la crítica que va elogiar les actuacions de Stewart i Wheaton, però va criticar la manca de subtilesa en el seu missatge ambiental.

## Argument
L'Enterprise entra al sistema Epsilon Mynos, buscant el llegendari món d'Aldea. El planeta es descobreix i es revela a la nau. Els aldeans permeten la baixada del comandant William Riker (Jonathan Frakes), la consellera Deanna Troi (Marina Sirtis) i l'oficial mèdic en cap Beverly Crusher (Gates McFadden) cap al planeta. Els aldeans expliquen que han estat incapaços de tenir fills durant molts anys i es van revelar a l' Enterprise amb l'esperança de poder canviar la seva tecnologia avançada per alguns dels nens de l'Enterprise perquè puguin repoblar el seu món. Riker es nega i la tripulació és retornada a l' Enterprise. Simultàniament, set nens, inclòs Wesley Crusher (Wil Wheaton), són portats al planeta protegits per un escut d'energia planetària que la tripulació de l'Enterprise no pot penetrar. Mentre els ancians aldeans intenten integrar els nens a la seva societat, a Wesley se li mostra el "Custodi", un antic sistema informàtic en què els aldeans confien però que no entenen.
Mentre el capità Jean-Luc Picard (Patrick Stewart) intenta negociar amb els aldeans, permeten breument que la Dra. Crusher es retrobi amb el seu fill al planeta. Wesley li fa insinuar sobre el Custodi, mentre secretament li passa un tricorder per escanejar els aldeans. Després que Picard no aconsegueix que els aldeans acceptin el retorn dels nens, disparen una arma d'energia que envia l' Enterprise a tres dies lluny d'Aldea a curvatura màxima. Els aldeans adverteixen que poden enviar l' Enterprise a una distància impossible si es neguen a cooperar. Durant el viatge de tornada, la Dra. Crusher revisa els resultats de l'escàner i descobreix que els aldeans pateixen una intoxicació per radiació, que ha perjudicat les seves capacitats reproductives però que es pot revertir si es descobreix la font. En arribar de nou al planeta, Picard ordena a la tripulació que intenti trobar un camí a través de l'escut del planeta mentre reinicia les negociacions.
Wesley, conscient que l' Enterprise està en òrbita, disposa que els nens es resisteixin passivament. Quan els aldeans demanen l'ajuda d'en Picard per resoldre el problema amb els nens, la tripulació troba una manera de passar a través de l'escut, permetent al comandant Riker i al tinent comandant Data (Brent Spiner) colar-se al planeta. Data aconsegueix desactivar el Custodi, interrompent el transportador i l'escut planetari de l'Aldea. La Dra. Crusher explica als aldeans que el seu escut ha debilitat la capa d'ozó del seu planeta, exposant els habitants a la radiació ultraviolada que els ha deixat incapaços de tenir fills. La radiació probablement tindria els mateixos efectes en els nens de l' Enterprise. Sense l'escut planetari, la capa d'ozó tornarà de manera natural, permetent que els aldeans es tornin a reproduir. Els aldeans accepten l'error de les seves maneres i retornen els nens a l' Enterprise. La Flota Estel·lar s'ofereix a ajudar a corregir els seus antics sistemes i els aldeans han de reconèixer que hauran de renunciar a la seva invisibilitat per continuar la seva societat.

## Repartiment i doblatge al català
La sèrie va ser doblada al català pels estudis Tramontana (primera part) i Soundtrack (segona part) i emesa a TV3 l’any 1991. Els dobladors de l'episodi foren:
| Personatge      | Actor/actriu      | Veu en català     |
| --------------- | ----------------- | ----------------- |
| Jean-Luc Picard | Patrick Stewart   | Joan Crosas       |
| William Riker   | Jonathan Frakes   | Antoni Forteza    |
| Data            | Brent Spinner     | Joaquim Sota      |
| Geordi La Forge | LeVar Burton      | Aleix Estadella   |
| Worf            | Michael Dorn      | Enric Arquimbau   |
| Beverly Crusher | Gates McFadden    | Pilar Rubiella    |
| Deanna Troi     | Marina Sirtis     | Alicia Laorden    |
| Tasha Yar       | Denise Crosby     | Teresa Manresa    |
| Wesley Crusher  | Will Wheaton      | Roger Pera        |
| Dr. Bernard     | Dierk Torsek      | Joan Pera         |
| Radue           | Jerry Harding     | Emili Freixas     |
| Rashella        | Brenda Strong     | ?                 |
| Katie           | Jandi Swanson     | Joël Mulachs      |
| Melian          | Paul Lambert      | Manuel Català     |
| Duana           | Ivy Bethune       | Ana Maria Solsona |
| Accolan         | Dan Mason         | Xavier Fernàndez  |
| Harry Bernard   | Phillip Waller    | Maria Moscardó    |
| Toya            | Concetta d'Agnese | Isabel Muntaner   |

## Producció
L'escriptora Hannah Louise Shearer va presentar l'episodi a la productora associada D. C. Fontana, destacant les famílies vivint a bord de l' Enterprise. Mentre que l'episodi pilot "Trobada a Farpoint" va esmentar per primera vegada els nens dela nau, a "Quan es trenca la branca" va ser la primera vegada que s'havien utilitzat els nens de l'Enterprise com a element argumental. Shearer també va parlar d'una idea d'història amb el creador de la sèrie Gene Roddenberry sobre "una societat que havia perdut la seva humanitat en favor de la tecnologia". Originalment, hi havia una subtrama que implicava la separació de la secció del plat amb el plat pres com a ostatge. Shearer va descriure l'actuació de Wheaton a l'episodi com "simplement meravellosa". "Quan es trenca la branca" va ser el primer dels cinc episodis acreditats a Shearer; més tard el va descriure com el seu episodi preferit. Va ser l'únic episodi de la sèrie dirigit per Kim Manners. Més tard, Manners va produir les sèries de televisió The X-Files i Supernatural.
El supervisor d'efectes visuals Robert Legato va crear un model de 61 cms de l'ordinador aldeà. Era més barat construir un model de l'ordinador per uns 3.000 dòlars EUA que crear una sèrie de pintures matte. Ron Jones va adoptar un enfocament senzill de la partitura, utilitzant un tema lilting amb un piano o flauta en comptes de cantar. El tema és representatiu dels nens de l' Enterprise i va aparèixer per primera vegada a la pista inicial, "Escape From Calculus". La tecnologia d'Aldea s'incorpora a la música electrònica en diverses peces, com ara "Scanning for Children" i "Power Source".  Legato també va construir un model de la font d'alimentació aldeana. Els efectes visuals de Legato per a aquest episodi es van mostrar a l'episodi Reading Rainbow de "The Bionic Bunny Show".
Entre les estrelles convidades a "Quan estrenca la branca" hi havia Jerry Hardin que més tard va tornar a aparèixer a "La nova generació" com a Mark Twain a l'episodi de dues parts "La sageta del temps", i apareixia a The X-Files com a Deep Throat. Brenda Strong també apareixeria com a Mary Alice Young a 179 episodes de Desperate Housewives, i va ser nominada a dos Premis Emmy. Van aparèixer diversos nens sense acreditar, inclosa Mackenzie Westmore, la filla del supervisor de maquillatge Michael Westmore i els germans petits de Wil Wheaton, Jeremy i Amy.

## Recepció
L'episodi es va emetre per primera vegada el 15 de febrer de 1988. Va rebre una Puntuació de Nielsen de 10,2 milions a la primera emissió, una disminució d'audiències després d' "Una època massa curta", que va rebre una puntuació de 10,9 la setmana anterior. L'episodi va rebre qualificacions més altes que l'episodi següent, "La Mare Terra" la setmana següent, que va obtenir una valoració de 9 milions.
Diversos crítics van tornar a veure l'episodi després del final de la sèrie. Keith DeCandido de Tor.com va dir que era "Un episodi majoritàriament inofensiu que treu una mica de The Cliché Handbook". Va pensar que les actuacions eren bastant sòlides i que el missatge general sobre la capa d'ozó era "poc subtil, però no massa paparra". DeCandido va elogiar l'actuació de Patrick Stewart com a capità Picard, assenyalant que la seva "ira i indignació i el seu propi sentit de la justícia justificat pel segrest de nens i nenes es modula molt bé en la diplomàcia quan es negocia amb els aldeans i divertidament en una total incomoditat quan ha de tractar directament amb els nens". Va donar a l'episodi una puntuació de sis sobre deu. James Hunt, escrivint per a Den of Geek, va dir que era "una història prou decent, però no d'una manera que us doni ganes de veure-la". També va pensar que era "un episodi complet de llençament i gairebé gens exclusiu de la franquícia".
Zack Handlen de The A.V. Club va dir que estava espantat per la forma en què li agradava l'episodi tot i que es centrava en Wesley. Va notar la similitud entre els planetes "llegendaris" d'Aldea a l'episodi i Magrathea a The Hitchhiker's Guide to the Galaxy, una referència que Handlen considera possiblement deliberada. Va pensar que l'episodi pesat per a nens no era "tan dolent com podria haver estat", i va donar a l'episodi una nota "B". A la seva ressenya per TrekNation Michelle Erica Green descriu "Quan es trenca la branca" com a com "tedió, laborió i didàctic" amb un final "absurd". Va pensar que l'element argumental del dany per l'ozó no era òptim i que la qualitat de l'episodi era típica de la primera temporada.

## Estrena en mitjans domèstics
El primer llançament en mitjans domèstics de "Quan es trenca la branca" va ser en videocasset VHS, que va aparèixer el 26 d'agost de 1992 als Estats Units i Canadà. Més tard, l'episodi es va incloure a la caixa del DVD de la primera temporada de Star Trek: La nova generació, llançat el març de 2002. Va ser inclòs com a part de la primera temporada en Blu-ray el 24 de juliol de 2012.